# マリアン・ストエナク
マリアン・ダニエル・ストエナク（Marian Daniel Stoenac 、1993年6月30日 - ）は、ルーマニア・モトル出身のプロサッカー選手。ポリテフニカ・ヤシ所属。ポジションは、ミッドフィールダー。

## タイトル
ミネルル・モトル
- リーガIII: 2012-13

ACSシリネアサ
- リーガIII: 2017-18

ジュヴェントゥス・ブカレスト
- リーガIII: 2015-16

FC Uクラヨーヴァ1948
- リーガII: 2020-21
- リーガIII: 2019-20